# برین ایزوور
برین ایزوور (به صربی: Berin Izvor) یک منطقهٔ مسکونی در صربستان است که در Opština Babušnica واقع شده‌است. برین ایزوور ۹۰ نفر جمعیت دارد.